# Itō Masayoshi

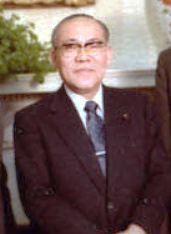
Itō Masayoshi

Itō Masayoshi (jap. 伊東 正義; * 15. Dezember 1913 im heutigen Aizu-Wakamatsu, Präfektur Fukushima; † 20. Mai 1994 in Tokio) war ein japanischer Politiker der Liberaldemokratischen Partei (Jiyūminshutō), der unter anderem zwischen Juni und Juli 1980 kurzzeitig kommissarischer Premierminister Japans war.

## Leben

### Ministerialbeamter
Itō Masayoshi absolvierte nach dem Besuch der Aizu-Mittelschule sowie der Urawa-Oberschule ein Studium an der Rechtswissenschaftlichen Fakultät der Kaiserlichen Universität Tokio. Nach dessen Abschluss begann er 1936 seine berufliche Laufbahn als Mitarbeiter im Ministerium für Land- und Forstwirtschaft (Nōrin-shō) und arbeitete zwischenzeitlich in der Behörde für die Entwicklung Ostasiens (Kōain), die 1938 vom ersten Kabinett Konoe zur Koordinierung der japanischen Politik in der Republik China geschaffen wurde. Dort gehörten der spätere Premierminister Ōhira Masayoshi sowie der spätere Minister für Internationalen Handel und Industrie Sasaki Yoshitake zu seinen Kollegen. Nach Auflösung der Behörde für die Entwicklung Ostasiens 1942 kehrte er ins Ministerium für Land- und Forstwirtschaft zurück und war später zwischen 1957 und 1958 Generaldirektor der Abteilung für umfassende Entwicklungen des Wirtschaftsplanungsamtes (Keizai-kikaku-chō), ehe er von 1958 bis 1961 Generaldirektor der Abteilung für Agrarland im Ministerium für Land- und Forstwirtschaft war. Anschließend fungierte er zwischen 1962 als Generaldirektor (chōkan) der Fischereibehörde (Suisan-chō) sowie daraufhin von 1962 bis 1962 als beamteter Staatssekretär (jimu-jikan) im Ministerium für Land- und Forstwirtschaft.

### Abgeordneter und Minister
Nach seinem Ausscheiden aus dem Regierungsdienst wurde Itō Masayoshi als Kandidat der Liberaldemokratischen Partei (LDP) bei den Wahlen am 21. November 1963 im zweiten Wahlkreis der Präfektur Fukushima erstmals zum Mitglied des Unterhauses (Shūgiin) gewählt. Er schloss sich der damaligen Ikeda-Faktion an, seit der Gründungszeit eine der großen Faktionen der Partei, der auch sein Weggefährte Ōhira angehörte (und die in den 1970er Jahren von Ōhira, dann von Suzuki Zenkō übernommen wurde). Itō war zwischen 1977 und 1986 Vize-Vorsitzender des Politischen Forschungsrates sowie 1978 auch Vorsitzender des Finanzkomitees der LDP.
Am 9. November 1979 wurde er von Premierminister Ōhira Masayoshi zum Leiter (chōkan) des Kabinettssekretariats in dessen zweites Kabinett Ōhira berufen und bekleidete dieses Amt im Range eines Ministers bis zum 17. Juli 1980. Nachdem Ōhira Masayoshi am 12. Juni 1980 im Amt verstorben war, übernahm Itō Masayoshi den Posten als kommissarischer Premierminister Japans, den er bis zum Amtsantritt von Suzuki Zenkō am 17. Juli 1980 innehatte. Im Kabinett Suzuki übernahm er daraufhin am 17. Juli 1980 das Amt als Außenminister (Gaimu Daijin), das er bis zu seinem Rücktritt und der nachfolgenden Ablösung durch Sonoda Sunao am 18. Mai 1981 innehatte. Zuletzt gehörte er zwischen Juli 1986 und November 1987 als Vorsitzender des Politischen Forschungsrates sowie im Anschluss von November 1987 bis Juni 1989 als Vorsitzender des Exekutivrates dem Parteivorstand der LDP an. Aufgrund seines Gesundheitszustandes verzichtete er bei der Shūgiin-Wahl am 18. Juli 1993 auf eine erneute Kandidatur und schied nach fast dreißigjähriger Parlamentszugehörigkeit aus dem Unterhaus aus.